# Afric pepperbird
Afric pepperbird is het eerste studioalbum dat Jan Garbarek als hoofdartiest opnam voor ECM Records. Muziekproducent Manfred Eicher van ECM Records zag wel wat in deze Noorse artiest die vanaf dan toch grotendeels voor dat platenlabel bleef werken. Het album is opgenomen in de Bendiksen Studio in Oslo met de geluidstechnicus Jan Erik Kongshaug, ook voor jaren een vaste waarde voor ECM. De platenhoes was een ontwerp van Barbara Wojirsch. De muziek is experimentele freejazz.

## Musici
- Jan Garbarek – tenorsaxofoon, bassaxofoon, klarinet, fluit en percussie
- Terje Rypdal – gitaar, bugel
- Arild Andersen – basgitaar, Afrikaanse duimpiano, xylofoon
- Jon Christensen – slagwerk

## Muziek
| Nr. | Titel                       | Duur  |
| --- | --------------------------- | ----- |
| 1.  | Skarabée (Garbarek)         | 6:16  |
| 2.  | Mah-Jong (Andersen)         | 1:53  |
| 3.  | Boast of Kommodo (Garbarek) | 12:23 |
| 4.  | Blow away zone (Garbarek)   | 8:38  |
| 5.  | MYB (Andersen)              | 1:51  |
| 6.  | Concentus (Andersem)        | 0:50  |
| 7.  | Afric pepperbird (Garbarek) | 7:58  |
| 8.  | Blupp (Christensen)         | 1:08  |